# Saint-Rémy-lès-Chevreuse

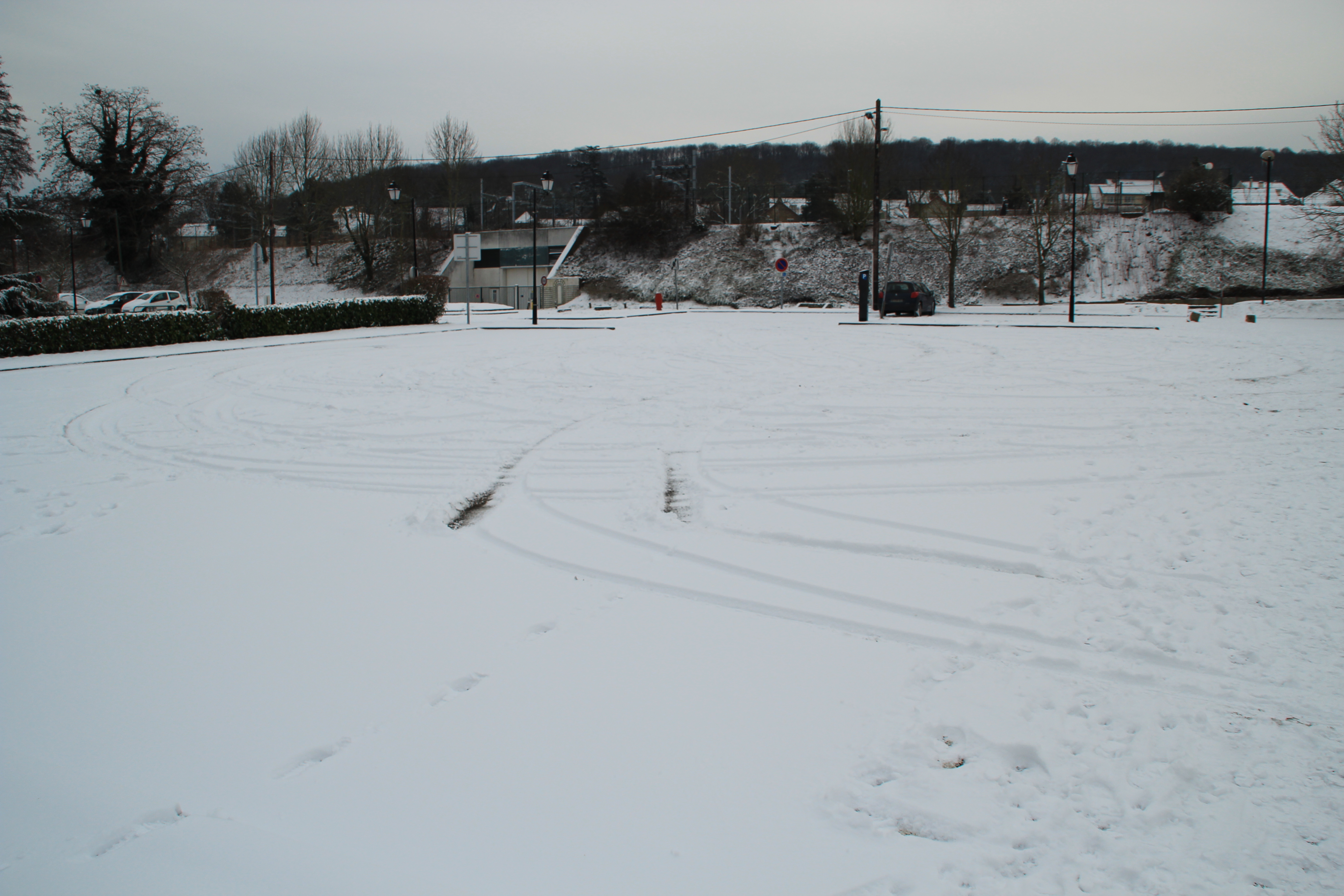

Saint-Rémy-lès-Chevreuse là một xã thuộc tỉnh Yvelines, trong vùng Île-de-France, Pháp, cự ly khoảng 19 km về phía đông bắc Rambouillet.
Các xã giáp ranh là: Chevreuse về phía tây, Gif-sur-Yvette về phía đông, Boullay-les-Troux và Molières về phía nam; và Milon-la-Chapelle, Magny-les-Hameaux và Villiers-le-Bâcle về phía bắc.